# Phryganogryllacris
Phryganogryllacris is een geslacht van rechtvleugeligen uit de familie Gryllacrididae. De wetenschappelijke naam van dit geslacht is voor het eerst geldig gepubliceerd in 1937 door Karny.

## Soorten
Het geslacht Phryganogryllacris omvat de volgende soorten:
- Phryganogryllacris arctata Walker, 1869
- Phryganogryllacris arctatiformis Karny, 1925
- Phryganogryllacris aruana Karny, 1931
- Phryganogryllacris bengalensis Griffini, 1913
- Phryganogryllacris brevixipha Brunner von Wattenwyl, 1893
- Phryganogryllacris cambodjana Karny, 1929
- Phryganogryllacris differens Griffini, 1908
- Phryganogryllacris discus Gorochov, 2008
- Phryganogryllacris gialaiensis Gorochov, 2005
- Phryganogryllacris griseola Karny, 1930
- Phryganogryllacris grobbeni Karny, 1925
- Phryganogryllacris lobulata Gorochov, 2005
- Phryganogryllacris mascata Karny, 1937
- Phryganogryllacris mellii Karny, 1926
- Phryganogryllacris mioccana Karny, 1935
- Phryganogryllacris nivea Brunner von Wattenwyl, 1888
- Phryganogryllacris phryganoides Haan, 1842
- Phryganogryllacris problematica Gorochov, 2005
- Phryganogryllacris pusilla Karny, 1926
- Phryganogryllacris separata Karny, 1926
- Phryganogryllacris sheni Niu & Shi, 1999
- Phryganogryllacris simalurensis Karny, 1931
- Phryganogryllacris sphegidipraeda Karny, 1924
- Phryganogryllacris subangulata Gorochov, 2005
- Phryganogryllacris subrectis Matsumura & Shiraki, 1908
- Phryganogryllacris superangulata Gorochov, 2005
- Phryganogryllacris teuthroides Karny, 1925
- Phryganogryllacris trusmadi Gorochov, 2008
- Phryganogryllacris vinhphuensis Gorochov, 2005
- Phryganogryllacris xiai Liu & Zhang, 2001